# Emissoras Pioneiras de Televisão
EPTV (sigla de Emissoras Pioneiras de Televisão) é uma rede de televisão regional brasileira afiliada à TV Globo sediada em Campinas, São Paulo, controlada pelo Grupo EP. Possui 4 emissoras, três instaladas em São Paulo e uma em Minas Gerais.

## História
Pioneira desde sua inauguração, em 1979, em 3 de dezembro de 2008 a EPTV se tornou a primeira emissora afiliada de interior da Rede Globo a transmitir em sinal em alta definição (HDTV), com isso, Campinas tornou-se a primeira cidade do interior a receber o sinal em HDTV. Em 2009, foi a vez da EPTV Ribeirão.
Em 31 de maio de 2010, foi a vez da EPTV Central. Em junho de 2010, a EPTV Sul de Minas iniciou as transmissões digitais de forma pioneira em Varginha.
Quem dirige as emissoras são os irmãos José Bonifácio Coutinho Nogueira Filho e Antonio Carlos Coutinho Nogueira, filhos do fundador, José Bonifácio Coutinho Nogueira.
O grupo EPTV assumiu um terço das ações da Rede Bahia, afiliada da Rede Globo e considerado o maior grupo de comunicação do Norte e Nordeste.
Em 06 de abril de 2023, é anunciado que o Globo Esporte terá edições locais próprias no interior de SP, geradas pela EPTV, a partir do dia 17, deixando de exibir assim a edição estadual do esportivo. As edições serão comandadas por Bruna Ficagna (EPTV Campinas), Geraldo Neto (EPTV Ribeirão) e Pedro Guilherme (EPTV Central).

## Logotipos

Logotipos utilizados pela EPTV Campinas (1978-atualmente)
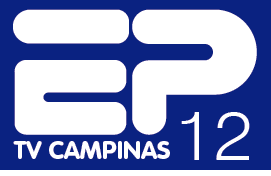
Primeiro logo da TV Campinas em 1979
Logo da emissora entre 1979 e 1989

## Prêmios
Prêmio Vladimir Herzog
Prêmio Vladimir Herzog de Fotografia
| Ano  | Obra                     | Veículo de mídia           | Autor          | Resultado |
| ---- | ------------------------ | -------------------------- | -------------- | --------- |
| 2010 | "Rebelião Fundação Casa" | EPTV/Rede Globo (Campinas) | Carlos Velardi | Venceu    |